# 陈大白
陈大白（？—），男，中华人民共和国政治人物，曾任北京市政协副主席，中共北京市委教育工委书记，第九届全国政协委员。